# Marsden Rock
Marsden Rock är en klippa i Storbritannien.   Den ligger i England, i den centrala delen av landet, 400 km norr om huvudstaden London.  Närmaste större samhälle är Newcastle upon Tyne, 15 km väster om Marsden Rock. 